# Herdwangen-Schönach
Herdwangen-Schönach es un municipio alemán perteneciente al distrito de  Sigmaringa en el estado federado de Baden-Wurtemberg.